# Palmyra aurifera
Palmyra aurifera is een borstelworm uit de familie Aphroditidae. Het lichaam van de worm bestaat uit een kop, een cilindrisch, gesegmenteerd lichaam en een staartstukje. De kop bestaat uit een prostomium (gedeelte voor de mondopening) en een peristomium (gedeelte rond de mond) en draagt gepaarde aanhangsels (palpen, antennen en cirri).
Palmyra aurifera werd in 1818 voor het eerst wetenschappelijk beschreven door Savigny in Lamarck.